# IronRuby

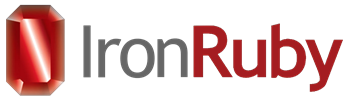
Logo di IronRuby

IronRuby è un'implementazione del linguaggio di programmazione Ruby per la piattaforma Microsoft .NET.
È implementato sulla base del Dynamic Language Runtime, che fornisce supporto, in termini di tipizzazione ed altro, ai linguaggi dinamici permettendo anche a questi di poter usufruire dei servizi della piattaforma sottostante.

## Architettura
Evidentemente IronRuby, per quanto detto, si appoggia sul Common Language Runtime (CLR) del framework .Net ma è in grado di funzionare anche su Mono in ambiente *nix.

L'interoperabilità tra le classi native Ruby e quelle della piattaforma .NET, non è ancora del tutto funzionale a causa di una incompleta mappatura delle prime nelle seconde. Ci si aspetta tuttavia che il migliore supporto per i linguaggi dinamici che è stato garantito a partire dalla versione 4.0 di .NET, posteriore alla nascita di IronRuby, contribuirà a raffinare questo aspetto in futuro.
IronRuby è supportato in Silverlight e può essere utilizzato come motore di scripting nel proprio browser, esattamente come il più noto linguaggio JavaScript. Gli script di IronRuby sono di semplice utilizzo come quelli di JavaScript stesso, ovvero sono operativi lato client e sono introdotti tramite il tag <script>. 
La tecnologia che permette l'uso di Ruby (o di Python o altri linguaggi) per la realizzazione di script all'interno di pagine HTML è chiamata Gestalt. Di seguito un semplice esempio:
```
//DLR initiation script.

<
script
 
src
=
"http://gestalt.ironruby.net/dlr-latest.js"
 
type
=
"text/javascript"
>

//Client-side script passed to IronRuby and Silverlight.

<
script
 
type
=
"text/ruby"
>

    
window
.
Alert
(
"Hello from Ruby"
)

<
/script>

```

## Situazione attuale
Dopo che nel 2010 Microsoft ha terminato la collaborazione con Jimmy Schementi, uno dei due soli programmatori impegnati del progetto, Ironruby ha visto fermare il proprio sviluppo, che è rimasto fermo alla versione 1.1.3 del marzo 2013. Con la contestuale cessazione dei finanziamenti da parte della casa di Redmond il progetto è da considerarsi abbandonato.

## Licenze
IronRuby è stato inizialmente reso disponibile sotto la licenza pubblica di Microsoft.
A luglio 2010, Microsoft ha modificato i termini rilasciando IronRuby insieme al DLR sotto la licenza Apache, versione 2.0